# (I Can’t Make It) Another Day
(I Can’t Make It) Another Day – piosenka Michaela Jacksona z albumu Michael.
Została nagrana w 2001 roku, razem z Lennym Kravitzem na album Invincible, ostatecznie jednak nie znalazła się na tym albumie. Na początku 2010 roku wyciekł do internetu 90 sekundowy fragment oryginalnej wersji Another Day. Oficjalnie nowa, dokończona przez Kravitza wersja utworu została wydana 14 grudnia 2010 roku na płycie Michael.

## Inne utwory rockowe
Utwory rockowe stały się tradycją, wedle której Jackson na każdym kolejnym albumie zamieszczał jeden rockowy utwór ze znanym gitarzystą:
- "Beat It" ze Eddiem Van Halenem (Thriller, 1982)
- "Dirty Diana" ze Steve’em Stevensem (Bad, 1987)
- "Black or White" ze Slashem (Dangerous, 1991)
- "Give In to Me" ze Slashem (Dangerous, 1991)
- "D.S." ze Slashem (HIStory, 1995)
- "Morphine" (Blood on the Dance Floor (HIStory in the Mix), 1997)
- "Whatever Happens" z Carlosem Santaną (Invincible, 2001)
- "Privacy" z Slashem (Invincible, 2001)
- "(I Can’t Make It) Another Day" z Lennym Kravitzem (Michael, 2010)